# 関西大学法学部

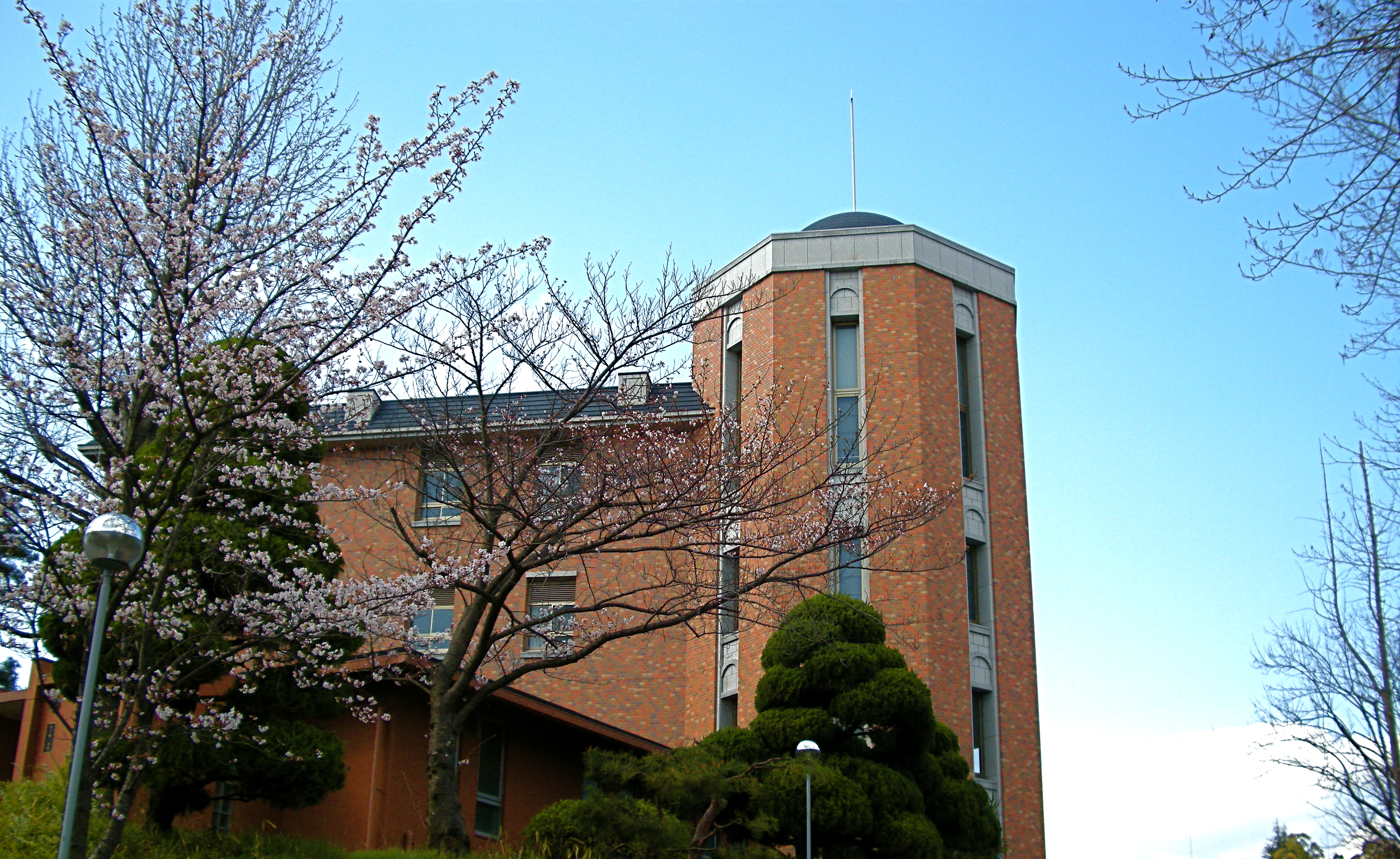
関西大学 以文館（法科大学院）

関西大学法学部（かんさいだいがくほうがくぶ、英称:Faculty of Law）は、関西大学に設置されている法学部である。

## 概要

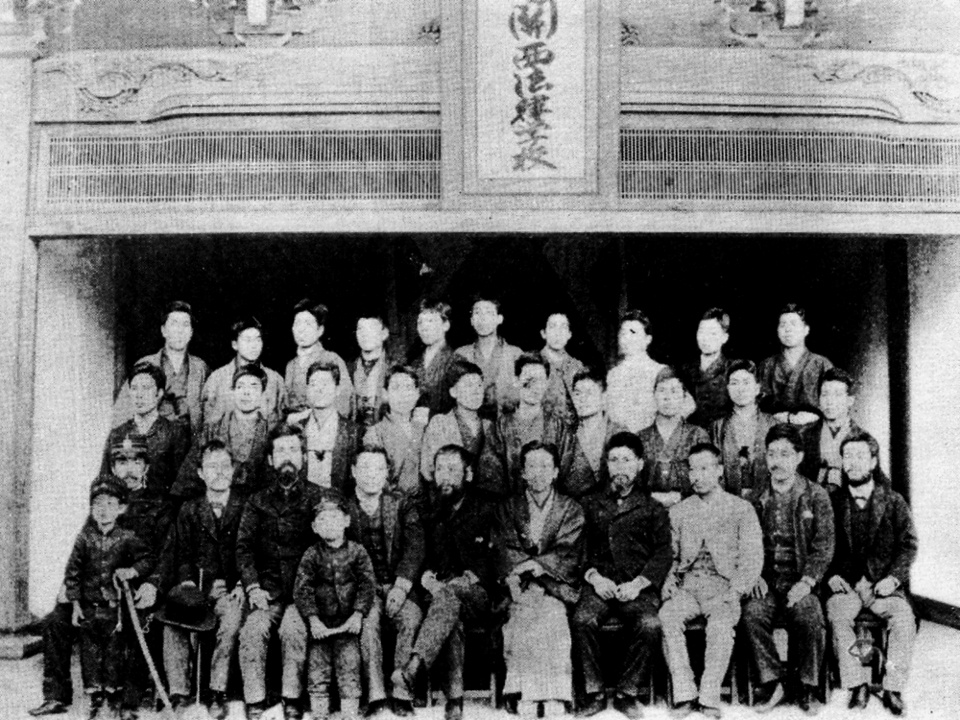
関西法律学校第3回卒業記念写真（1891年、興正寺書院玄関前。前列左から有田徳一、2人はさんで井上操、水上長次郎、砂川雄峻、鶴見守義、手塚太郎）

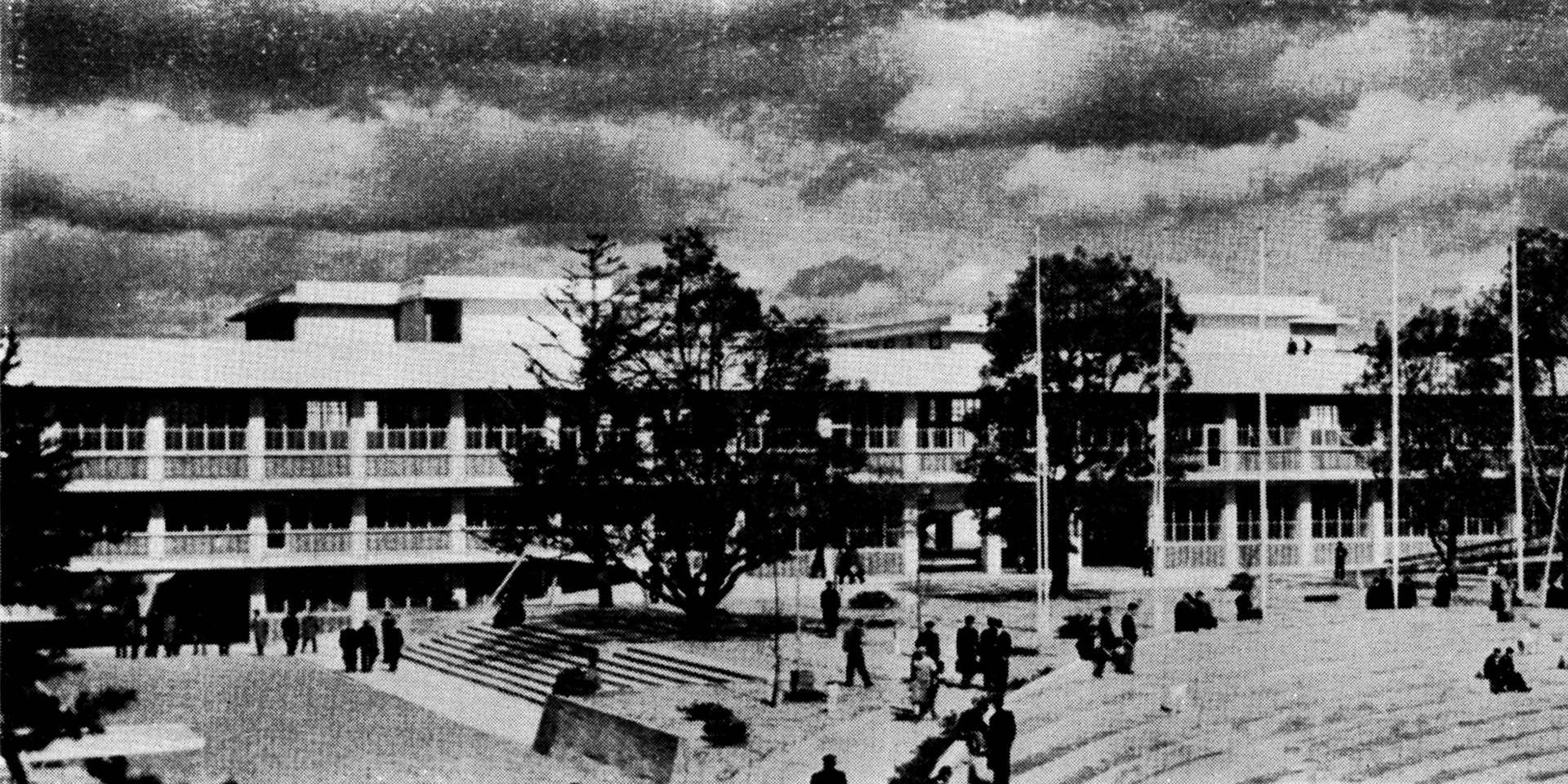
千里山第一学舎（1956年）

関西大学法学部は、お雇い外国人法学者ギュスターヴ・エミール・ボアソナードの影響を受けた井上操、小倉久、堀田正忠らと自由民権運動家・吉田一士の連携により1886年に設立した関西法律学校を源流とする。学科としては法学政治学科1学科が置かれており、法学、政治学の分野横断的教育が行われている。そして。法学と政治学の知識と能力を修得し、不変且つ普遍の諸原理・諸原則の視点から物事を思考する能力を身につけていく。
関西大学法学部では、憲法、民法、刑法から、ビジネスに関連する法律、思想や歴史、公共政策、国際関係、政治学まで、多分野の幅広い科目が用意されている。
2015年から、関西大学法学部は、約150ある専門講義科目を「6つの科目群」に分類した。法職科目群、ビジネス法科目群、公共政策科目群、政治学科目群、法政史・法政理論科目群、国際関係科目群の6つの科目群を通じて、学生たちの教育効果を高めるようにしている。

## 沿革
- 1887年 関西法律学校を開設[1]。
- 1893年 司法省指定学校として認可される[4]。
- 1904年 専門学校令による専門学校として認可される[4]。
- 1905年 私立関西大学と改組・改称[1]。
- 1907年 学則改正によって大学部（法律科・経済科・商学科）と専門部に分かつ。大学部のなかに大学科と予科ができる。
- 1917年 専門部を専門部・専門部予科に分つ。専門部予科に法律・経済・高等商業の各予科を設置。
- 1922年 大学令による関西大学（旧制）設立認可、法学部を設置[1]。
- 1925年 法学部を法文学部と改称[4]。
- 1945年 法文学部を法学部と改称[4]。
- 1947年 法学部を再び法文学部と改称[4]。
- 1948年 新制関西大学法学部が発足[1]。
- 1951年 旧制学部最後の卒業式を挙行[5]。
- 1953年 学部第2部（夜間）を千里山から天六に全面移転[4]。
- 1959年 経済・政治研究所を設立[1]。
- 1994年 第2部が天六から千里山へ移転[4]。
- 2003年 第1部、第2部制を廃止[4]。
- 2004年 法科大学院を設置[1]。（詳細は、「関西大学大学院法務研究科」を参照）

## 学科
- 法学政治学科[3]
  - 入学定員715人・収容定員2860人[3]

## 刊行物
関西大学法学部は、日頃の研究成果を発表する為に定期的に以下の刊行物を発行している。
- 「法学論集」
- 「法学会誌」

## 交通アクセス
千里山キャンパス
所在地：大阪府吹田市山手町3-3-35
- 阪急千里線「関大前駅」下車、駅北口から正門まで徒歩約5分、西門（第3学舎にエスカレーターを経て至近）まですぐ。駅南口から南門まですぐ。
- 阪急千里線「千里山駅」下車、駅から北門（第1学舎に至近）まで徒歩約9分。

## 著名な出身者

### 政治
- 中谷鉄也 - 元衆議院議員、元極東国際軍事裁判弁護人、陸軍士官学校修業
- 冬柴鐵三 - 元国土交通大臣、元公明党幹事長
- 森本晃司 - 元建設大臣、元公明党国会対策委員長
- 中野寛成 - 元国家公安委員会委員長兼拉致問題担当大臣兼公務員制度改革担当大臣、元衆議院副議長
- 前川清成 - 元内閣府副大臣、元民主党奈良県連代表
- 西野陽 - 元経済産業副大臣、元大阪府議会議員
- 谷畑孝 - 元厚生労働副大臣、元維新の党副代表
- 北川知克 - 元環境副大臣、元衆議院議員北川石松の次男
- 小林絹治 - 元外務政務次官、元南満洲鉄道ニューヨーク支店長
- 吉川政重 - 元衆議院議員、元奈良県議会議員
- 林孝矩 - 元衆議院議員、元公明党奈良県本部長
- 新井彬之 - 元衆議院議員、元公明党中央委員
- 荒木宏 - 元衆議院議員、元弁護士
- 木挽司 - 元衆議院議員、元伊丹市議会議員
- 古堅実吉 - 元衆議院議員、日本共産党永年党員
- 伊藤孝江 - 参議院議員、公明党女性局次長
- 坪井一宇 - 元参議院議員、元大阪府議会議員
- 松見正宣 - 元東大阪市長
- 矢田立郎 - 神戸市長、元神戸市助役
- 倉田薫 - 元池田市長、元池田市議会議員
- 山下修 - 元江津市長
- 野村宣一 - 元茨木市長、元茨木市助役
- 松見正宣 - 元東大阪市長、元NHK大阪放送局広報部長
- 河野昌弘 - 元西宮市長、元西宮市副市長
- 長田義明 - 元大阪府議会議長

### 行政、法曹
- 曽野和明 - 元国際連合法務局国際取引法部長、元国際連合国際商取引法委員会事務局長
- 堤勇二 - 大阪府住宅供給公社理事長、元大阪府住宅まちづくり部長
- 齋藤富雄 - 元兵庫県副知事、神戸山手大学学長兼関西国際大学副学長
- 宮崎政宣 - 元長崎県副知事、長崎県すこやか長寿財団理事長
- 始関正光 - 名古屋高等裁判所部総括判事、元法務省大臣官房審議官
- 栗原宏武 - 元大阪家庭裁判所長、元大阪高等裁判所部総括判事、元大阪府公安委員会委員長
- 中尾巧 - 元大阪高等検察庁検事長、元法務省入国管理局長
- 大仲土和 - 元さいたま地方検察庁検事正、元最高検察庁総務部長、関西大学名誉教授
- 田中素子 - 神戸地方検察庁検事正、元京都地方検察庁検事正、元最高検察庁検事

### 経済
- 市川重幸 - 象印マホービン会長
- 天野文博 - 山陽電気鉄道社長、阪神電気鉄道社外取締役
- 福田泰久 - センコー会長
- 辻範明 - 長谷工コーポレーション会長
- 呉徳俊 - 大韓貿易振興公社（KOTRA）代表理事
- 岸隆司 - 総合資格学院創始者
- 高津和彦 - 実業家
- 永尾俊一 - 白ハト食品工業社長
- 中嶋克彦 - 上新電機社長
- 太田享之 - 池田泉州ホールディングス社長兼最高経営責任者、池田泉州銀行頭取
- 杉山全功 - 日活映画取締役、enish社長
- 岩井孝司 - 小野薬品工業社長

### マスコミ
- 畑仲哲雄 - 元共同通信社記者、内川芳美記念マス・コミュニケーション学会賞
- 徳山喜雄 - 元朝日新聞社記事審査室幹事、日本新聞協会賞
- 安本寿久 - 元産経新聞社編集委員

### 研究
- 川端康之 - 祖税法、横浜国立大学教授
- 坂元茂樹 - 国際法、同志社大学教授
- 園田寿 - 刑法、元関西大学教授
- 田邊光政 - 商法、名古屋大学名誉教授
- 中義勝 - 刑法、元関西大学学長
- 野崎充彦 - 朝鮮文学、大阪市立大学名誉教授
- 三島徹也 - 商法、関西大学教授
- 大和昌平 - 牧師、東京基督教大学教授
- 山中敬一 - 刑法、関西大学名誉教授

### 文化
- 西加奈子 - 小説家、直木賞、咲くやこの花賞
- 安田依央 - 小説家、小説すばる新人賞
- 小田雅久仁 - 小説家、Twitter文学賞国内部門第1位
- 岸風三楼 - 俳人、俳人協会設立代表
- 西岡琢也 - 脚本家、日本シナリオ作家協会理事長、ギャラクシー賞最優秀賞
- 光原伸 - 漫画家、ホップ☆ステップ賞佳作
- 小林聖太郎 - 映画監督、新藤兼人賞、上海国際映画祭アジア新人賞部門作品賞
- 柴田徹也 - 作曲家、ユニークノート代表取締役
- 河内國平 - 刀匠、現代の名工、日本美術刀剣保存協会会長賞

### 芸能、スポーツ
- 鉄砲光三郎 - 河内音頭音頭取り、文化功労者、大阪府文化功労賞
- 東郷久義 - 俳優
- 生方賢一郎 - 俳優
- 竹田愛 - モデル、タレント
- 田辺トシノ - ミュージシャン、元The Kaleidoscopeメンバー
- 樋口大喜 - DJ
- 上田利治 - 野球選手、元阪急ブレーブス監督、野球殿堂競技者表彰

### アナウンサー
- 福井治人 - 朝日放送テレビアナウンサー
- 木村寿伸 - 京都放送アナウンサー
- 長島邦英 - 元愛媛朝日テレビアナウンサー
- 古川廣生 - 南日本放送アナウンサー
- 出世凪沙 - 鹿児島放送アナウンサー
- 岩本泰平 - 日本海テレビアナウンサー

## 博士号取得者
- 櫻井徹 - 法哲学、神戸大学教授、日本法哲学会理事
- 角田猛之 - 関西大学教授